# Area-51 (computerspel)
Area-51 is first-person shooter die achter elkaar is gemaakt voor de PlayStation 2, Xbox en de pc, en is los gebaseerd op het arcade-videospel uit 1996. De spelers besturen Cole Ethan, een HazMat-arbeider. Hij wordt naar de beruchte basis gestuurd om een virale uitbarsting te onderzoeken.